# 小行星2802
小行星2802（2802 Weisell）是一颗围绕太阳公转的小行星。1939年1月19日，爾約·維薩拉在图尔库发现了此天体。
該小行星以維薩拉的父親魏塞爾·維薩拉（Weisell Väisälä）命名。
这颗小行星的绝对星等为60.44342544424619等。